# Canadian National Soccer League
La Canadian National Soccer League, coneguda com a National Soccer League fins 1993, fou una competició de futbol del Canadà que es disputà entre 1926 i 1997.
Fou coneguda com a National Soccer League of Ontario and Quebec. Amb la desaparició de la Canadian Soccer League, el 1993 adoptà el nom Canadian National Soccer League. El 1998 desaparegué en néixer la Canadian Professional Soccer League.

## Historial
Font:
- 1922 : Toronto Ulster United
- 1923 : Toronto Ulster United
- 1924 : Toronto Ulster United
- 1925 : desconegut
- 1926 : Toronto Ulster United
- 1927 : No es disputà
- 1928 : Montréal NCR
- 1929 : Montréal NCR
- 1930 : Toronto Scottish
- 1931 : Toronto Scottishl
- 1932 : Toronto Ulster United
- 1933 : Toronto Ulster United
- 1934 : Toronto Ulster United
- 1935 : Frood Mines Tigers
- 1936 : Montréal Carsteel
- 1937 : Toronto British Consols
- 1938 : Montréal Victorias
- 1939 : Toronto British Consols
- 1940 : Montréal Carsteel
- 1941 : Toronto Ulster United
- 1942-46 : No es disputà
- 1947 : Montréal Stelco
- 1948 : Montréal Carsteel
- 1949 : Toronto Canadians
- 1950 : Hamilton Westinghouse
- 1951 : Toronto Saint Andrews
- 1952 : Toronto East End Canadians
- 1953 : Toronto Ukrainians
- 1954 : Toronto Ukrainians
- 1955 : Toronto Ukrainians
- 1956 : Polish White Eagles
- 1957 : Toronto Italia
- 1958 : Montréal Hungaria
- 1959 : Montréal Cantalia
- 1960 : Toronto Italia
- 1961 : Toronto Roma
- 1962 : Toronto Olympia
- 1963 : Italian Virtus
- 1964 : Toronto Ukrainians
- 1965 : Toronto Ukrainians
- 1966 : Windsor Teutonia
- 1967 : Hamilton Primos
- 1968 : Sudbury Italia
- 1969 : Toronto First Portuguese
- 1970 : Toronto Croatia
- 1971 : Toronto Croatia
- 1972 : Toronto Croatia
- 1973 : Toronto Croatia
- 1974 : Serbian White Eagles
- 1975 : Toronto Italia
- 1976 : Toronto Italia
- 1977 : Montréal Castors
- 1978 : Montréal Castors
- 1979 : Toronto First Portuguese
- 1980 : Toronto Falcons
- 1981 : Hamilton Steelers
- 1982 : Toronto Italia
- 1983 : desconegut
- 1984 : Toronto Italia
- 1985 : London Marconi
- 1986 : Toronto Blizzard
- 1987 : Windsor Wheels
- 1988 : Toronto Italia
- 1989 : Toronto Italia
- 1990 : Toronto First Portuguese
- 1991 : Scarborough International
- 1992 : Woodbridge Azzurri
- 1993 : Saint Catharines Wolves
- 1994 : Toronto Italia
- 1995 : Saint Catharines Wolves
- 1996 : Toronto Italia
- 1997 : Saint Catharines Wolves